# Postpetiolus
Postpetiolus (с лат. — «после ножки, после стебелька»), называемый также Постпетиолюс, Постпетиоле, Постпетиоль — латинское название второго членика стебелька осиной талии некоторых насекомых, располагающегося между петиолем и брюшком (сегмент метасомы).

## Общие сведения
Postpetiolus является особым сегментом метасомы насекомых, имеющих двучленный стебелёк, располагающийся между петиолем и брюшком.
У муравьёв бывает двучлениковый (петиолюс + постпетиолюс) и одночлениковый (петиолюс — чешуйка). Количество члеников и форма стебелька очень важны для определения вида. Например, у муравьёв подсемейства Formicinae стебелёк одночлениковый, а у Myrmicinae — двучлениковый.

## Галерея
- Одночлениковый стебелёк (петиолюс) у муравьёв-формицин.
- Двучлениковый стебелёк (петиолюс + постпетиолюс) у самки муравьёв-мирмицин.